# 긴코가시두더지
긴코가시두더지는 뉴기니섬에 사는 긴코가시두더지속(Zaglossus) 가시 단공류의 총칭이다. 긴코가시두더지속은 가시두더지과에 속하는 2개 속 중의 하나이다. 긴코가시두더지는 오스트레일리아에서도 발견된다. 이 속은 현존하는 3종과 멸종한 2종을 포함하고 있다.

## 하위 종
- 데이빗경긴코가시두더지 (Zaglossus attenboroughi)
- 동부긴코가시두더지 (Zaglossus bartoni)
- 서부긴코가시두더지 (Zaglossus bruijni)
- † Zaglossus hacketti
- † Zaglossus robustus

## 같이 보기
- 단공류
- 포유류 목록